# Сосудистая оболочка глаза

- склера
- сосудистая оболочка
- канал Шлемма
- корень радужки
- роговица
- радужка
- зрачок
- передняя камера глаза
- задняя камера глаза
- цилиарное тело
- хрусталик
- стекловидное тело
- сетчатка
- зрительный нерв
- зонулярные волокна

Сосудистая оболочка глаза (лат. tunica vasculosa oculi, или поздне-лат. uvea; син.: увеальный тракт, от лат. uva — виноград) — средняя оболочка глаза, размещенная непосредственно под склерой. Мягкая, пигментированная, богатая сосудами оболочка, основными свойствами которой являются аккомодация, адаптация и питание сетчатки.
Увеальный тракт состоит из трех частей:
- Радужка (лат. iris); функция: адаптация к различным условиям освещённости.
- Цилиарное тело; функция: аккомодация, продуцирование водянистой влаги камер глаза.
- Собственно сосудистая оболочка (хориоидея); функция: питание сетчатки, механический амортизатор.

В специальных клетках хроматофорах содержится пигмент, благодаря которому сосудистая оболочка образует нечто вроде темной камеры-обскуры. Это приводит к поглощению и, как следствие, предупреждению отражения световых лучей, проникших в глаз через зрачок. При этом увеличивается чёткость изображения на сетчатке.
Интенсивность пигментации увеального тракта генетически заложена и обусловливает цвет глаз.
Филогенетически за сосудистую оболочку глаза отвечают мягкая и арахноидальная оболочки мозга. Сетчатка, которую питает сосудистая оболочка, является частью нервной системы.
Воспаление сосудистой оболочки называется увеитом.